# ママじゃないってば!
『ママじゃないってば!』は、1994年1月5日 − 2月18日にTBS「花王 愛の劇場」枠にて放送された昼ドラマである。全33話。オフィス・トゥー・ワン制作。

## キャスト
- 田中のぞみ - 河合奈保子
- 村上隆 - 渡辺いっけい
- 新庄美樹 - 河野由佳
- 新庄伸一 - いしいすぐる
- 杉山圭子 - 田中雅子
- 新庄和子 - 志賀真津子
- 藤井明子 - 大島蓉子
- 竹田 - 川俣しのぶ
- エリー - 日下貴和子
- 福島裕司 - 藤王みつる
- 松本弁護士 - 川崎麻世
- 秋田 - 水谷あつし
- 大平一郎 - 新井康弘
- 遠野公子 - 田島令子
- 村上邦夫 - 小松方正
- 塩沢とき
- 加藤治
- 赤塚真人

## スタッフ
- 脚本 - 杉屋薫
- 演出 - 富田勝典、高橋尚樹、松村聖治
- 音楽 - 関口敏行
- 技術協力 - パビック
- 美術協力 - 湘南ステージクラフト
- スタジオ - 砧スタジオ
- プロデューサー - 中津留誠、加藤浩丈（TBS）
- 製作 - TBS、オフィス・トゥー・ワン

## 主題歌
- 「負けたくない勝ちたくない」

作詞・作曲：くま井ゆう子／編曲：大村雅朗／唄：くま井ゆう子